# George Douglas, 4. Earl of Angus
George Douglas, 4. Earl of Angus (* um 1429; † 14. November 1462) war ein schottischer Adeliger aus der Familie Douglas.

## Leben
George war ein Sohn des William Douglas, 2. Earl of Angus und dessen Frau Margaret Hay. Beim kinderlosen Tod seines Bruders James Douglas, 3. Earl of Angus beerbte er diesen 1446 als 4. Earl of Angus.
George handelte 1449 und 1459 einen Friedensvertrag mit England aus und war 1451 schottischer Botschafter in England. Bei der Zerschlagung der „Schwarzen Douglas“ stand George treu an der Seite Jakobs II. und sicherte sich dadurch bedeutenden Zugewinn an Land und Besitz der ehemaligen Earls of Douglas.
Während der Unmündigkeit Jakobs III. hatte er als Haupt der sogenannten „Old Lords“ entscheidenden Einfluss auf die Regierung. 1462 kämpfte er in der Schlacht von Alnwick siegreich gegen die Engländer.
Der Earl war verheiratet mit Isabel, Tochter des Sir John Sibbald, und hatte mit ihr unter anderem folgenden Kinder:
- Lady Margaret Douglas, ⚭ Sir Duncan Campbell of Glenorchy;
- Lady Elizabeth Douglas, ⚭ (1) Alexander Ramsay of Dalhousie, ⚭ (2) Thomas Livingstone;
- Archibald Douglas, 5. Earl of Angus;
- Lady Anne Douglas († vor 1462), ⚭ William Graham, 2. Lord Graham;
- Lady Janet Douglas, ⚭ (1) David Scott of Buccleuch, ⚭ (2) George Leslie, 2. Earl of Rothes.